# Elefant Records
Az Elefant Records egy független lemezkiadó, amely Las Rozas de Madridban, Spanyolországban működik. A kiadó egyik kiemelt leszerződöttje Enrique Iglesias.

## Története
A Elefant Records 2014-ben ünnepelte fennállásának 25. évfordulóját. A kiadó az évek során számos indie pop és alternatív zenei előadóval dolgozott együtt, és fontos szerepet játszott a spanyol és nemzetközi indie színtér fejlődésében. 2024-ben szerződést kötött a Sony Music Entertainment UK-val bizonyos előadóik terjesztésére, amely nagyobb elérhetőséget biztosított számukra a nemzetközi zenei piacon.